# Пелещук Анатолій Петрович
Анатолій Петрович Пелещук (16 липня 1913, Київ — 1 квітня 2010, Київ) — український лікар-терапевт, доктор медичних наук (1962), професор (1964), заслужений діяч науки і техніки УРСР (1973), лауреат Державної премії УРСР в галузі науки і техніки (1980), премій імені М. Д. Стражеска (1992) та Ф. Г. Яновського (1997) НАН України.

## Біографія

### Ранні роки
Народився у сім'ї службовця Петра Опанасовича і народної вчительки Оксани Григорівни Пелещуків. Був найстаршою дитиною, мав ще 2-х молодших братів — Віктор, який став заслуженим артистом України, та Георгій — інженер-полковник. У сім'ї була ще прийомна сестра Марія, яка була старшою за хлопчиків і фактично їх виховала.
Мати певний час навчала Анатолія вдома, тому він у 10-річному віці пішов одразу до 5-го класу школи. Закінчив її у 13-річному віці та за порадою батька вступив до 3-ї торговельно-промислової школи, яку закінчив з кваліфікацією рахівника. Під час навчання захопився літературою і історією, брав активну участь у роботі літературного гуртка, завдяки чому зміг познайомитися з деякими письменниками і поетами того часу. Але через тяжку хворобу батька він так і став рахівником, а вирішив вчитися на лікаря. Задля вступу він почав працювати чорноробом на тютюновій фабриці, звідки у 1930 році поступив до вечірнього відділення робітфаку Київського медичного інституту.

### Навчання
Наприкінці лютого 1931 року по закінченню робітфаку його було зараховано на 1-й курс лікувально-профілактичного факультету медінституту. Вчився добре, став старостою курсу, схилявся до терапії, тому відвідував студентський гурток на кафедрі професора Вадима Миколайовича Іванова. Під час навчання брав участь у допомозі постраждалим через Голодомор у 1932—1933 роках, надавав з іншими студентами як певну медичну допомогу, так й підгодовував постраждалих. 1936 року закінчив з відзнакою інститут і за пропозицією професора Іванова був прийнятий до аспірантури на кафедрі факультетської терапії, клінічною базою якої була лікарня для обслуговування водників. На цій кафедрі та базі Пелещук працював надалі понад 70 років.
Він успішно виконав план аспірантури, підготував до захисту кандидатську дисертацію, але здійснити не зміг, тому що почалася німецько-радянська війна. Він добровольцем пішов у радянську армію, був призначений полковим лікарем. Після бою під Дніпродзержинськом контужений та потрапив у полон. Деякий час він був лікарем у німецькому концтаборі для військовополонених, де відбувся спалах епідемічного висипного тифу, на тяжку форму якого сам невдовзі захворів. Хвороба ускладнилася міокардитом. Пролежав більше 3-х місяців у лікарні міста, після чого був відпущений наприкінці 1942 року німецькою владою до Києва. Пробув у Києві аж до його звільнення радянською армією в листопаді 1943 року, після чого повернувся до роботи, працював дільничним лікарем у поліклініці лікарні водників.

### Наукова і педагогічна кар'єра
У 1944 році під керівництвом професора В. М. Іванова захистив відкладену кандидатську дисертацію на тему «Окисно-відновні процеси при раку внутрішніх органів». Того ж року зарахований асистентом кафедри терапії санітарно-гігієнічного факультету Київського медичного інституту. У 1952 році йому присвоєно вчене звання доцента.
1962 року захистив докторську дисертацію на тему: «Вплив сну на секреторну і моторну функцію шлунка». Того ж року він очолив кафедру терапії стоматологічного факультету Київського медичного інституту. Тоді ж очолив міське товариство терапевтів. 1964 року йому присвоєне вчене звання професора.
Протягом 1965—1973 років паралельно із завідуванням кафедрою терапії завідував відділом терапевтичної нефрології Київського науково-дослідного інституту урології та нефрології АМН УРСР. 1971 року очолив кафедру госпітальної терапії № 2 Київського медичного університету. 1973 року йому було присвоєно почесне звання «Заслужений діяч науки і техніки УРСР».
1980 року став лауреатом Державної премії УРСР в галузі науки і техніки за підручник «Внутренние болезни», опублікований у 1977 році групою авторів (Г. Й. Бурчинський, Є. Л. Ревуцький, А. С. Єфімов, М. О. Ясиновський, Г. А. Даштаянц тощо). Створив на базі Київської центральної басейнової клінічної лікарні МОЗ України терапевтичну клініку ім. академіка В. М. Іванова.
1983 року став завідувати кафедрою внутрішньої медицини № 3, а з 1987 року до самої смерті був професором цієї кафедри, 1989 року був на рік призначений виконувати обов'язки завідувача кафедри госпітальної терапії № 2.

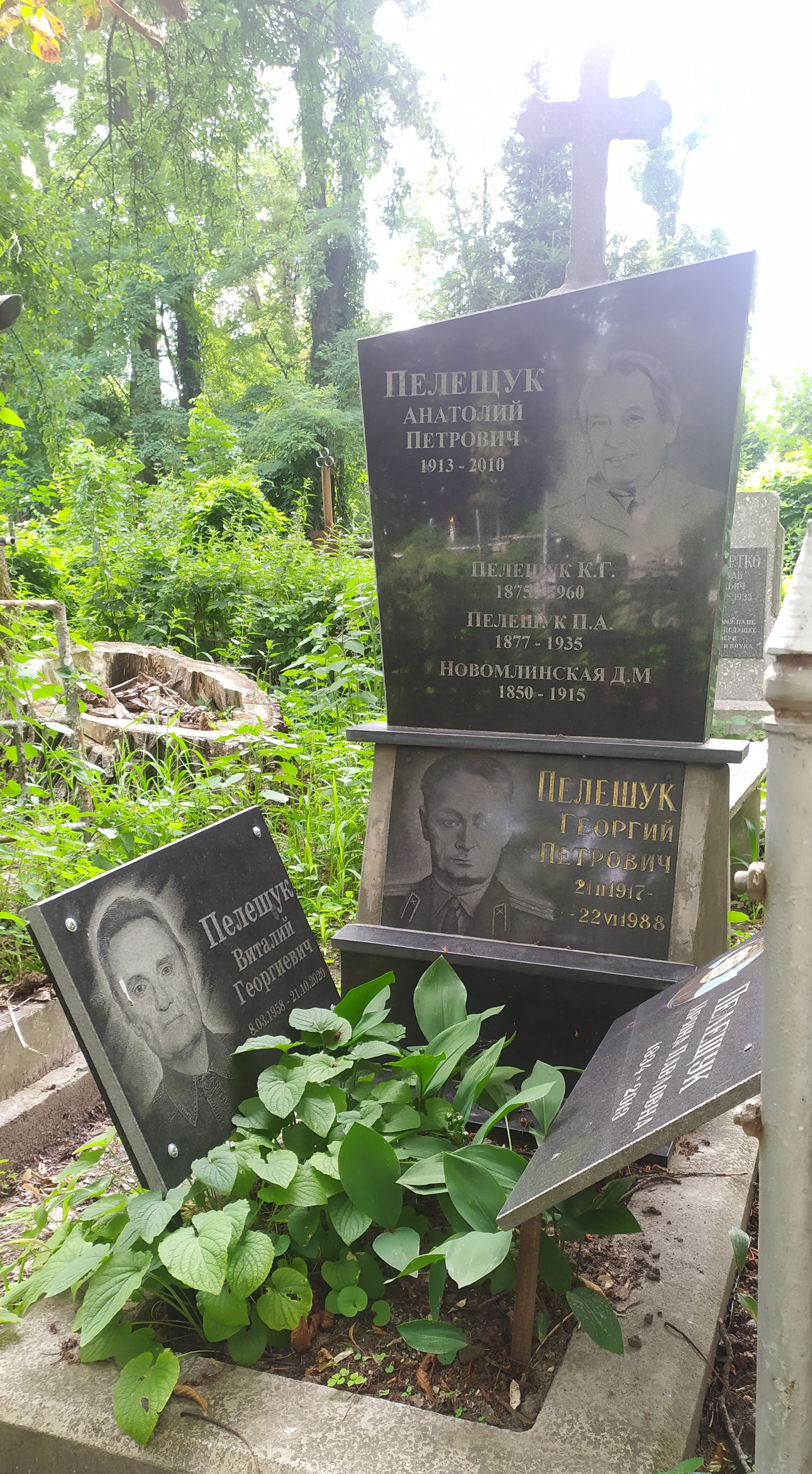
Могила Анатолія Пелещука та його родини, Лук'янівське кладовище

1993 року став лауреатом премії імені М. Д. Стражеска НАН України за монографію «Функциональные заболевания пищеварительной системы» (К., «Здоров'я», 1985). 1997 року став лауреатом премії імені Ф. Г. Яновського НАН України за посібник «Гастроентерологія» (К., «Здоров'я», 1995).
Помер на 97-му році життя 1 квітня 2010 року у Києві, похований на Лук'янівському кладовищі разом із родиною.

## Наукові досягнення
Він розвинув традиційні для київської терапевтичної школи напрями медичної науки (клінічна фізіологія та фармакологія травної системи, клінічна симптоматика та лікування найпоширеніших хвороб органів травлення, алергологічних, онкологічних, ревматологічних патологій), сформував концепцію функціональних захворювань травної системи, був одним з тих, хто вперше почав вивчати вік-залежну патологію захворювань органів травлення та нирок у пацієнтів похилого і старечого віку.
Він вивчав етіопатогенез, клінічні прояви та лікування, різні варіанти дієти при найбільш поширених захворювань нирок, а також порушень різних систем організму при ниркових хворобах. У клініці його кафедри були створені перші в Україні відділення нефрології та гострої ниркової недостатності, започатковане лікування гемодіалізом, перитонеальним діалізом, трансплантацією нирки тощо. Зробив великий внесок у розробку курортного лікування хвороб травної системи. Упродовж тривалого часу він опікувався Миргородським курортом, був головою наукової курортної комісії при Українській раді з управління курортами профспілок.
Науково-педагогічний досвід було узагальнено у понад 350 наукових працях, серед яких монографії, посібники та підручники:
- «Основы геронтологии» (1969),
- «Основы нефрологии» (1972),
- перший збірник наукових праць «Актуальні питання нефрології» (1973),
- «Практическая нефрология» (1973, 1983),
- «Семиотика и диагностика болезней почек» (1976),
- «Внутренние болезни» (1977, 1981, 1987),
- «Клиническая гастроэнтерология» (1978),
- «Хроническая почечная недостаточность» (1978),
- «Санаторное лечение хронического гастрита и язвенной болезни» (1979),
- «Редкие и атипичные синдромы и заболевания в клинике внутренних болезней» (1983),
- «Функциональные заболевания пищеварительной системы» (1985),
- «Справочник по клинической фармакологии и фармакотерапии» (1987),
- «Состояние систем организма при заболеваниях почек» (1988),
- «Етика спілкування лікаря і хворого» (1993),
- «Фізичні методи дослідження в клініці внутрішніх хвороб» (1993),
- «Гастроентерологія» (1995),
- «Нефрологія» (1995),
- «Энциклопедия семейного врача» (1995),
- «Внутрішня медицина» (2008),
- «Внутренняя медицина» (2008).

Він був науковим консультантом 6 докторів наук та науковим керівником 32 кандидатів наук.
Важливого значення надавав дослідженню історії української медицини, київської терапевтичної школи, Національного медичного університету імені О. О. Богомольця . Він разом із Г. Ю. Ароновим до 160-річчя рідного медичного закладу написав книгу «Легенди і бувальщини київської медицини (люди, факти, події, документи)».
Брав активну участь у роботі Українського наукового товариства терапевтів не тільки як делегат і доповідач, але як один з організаторів IV—XIII з'їздів товариства. У жовтні 1992 року його обрано почесним головою XIII з'їзду терапевтів України. З 1962 по 1993 рік очолював Київське міське товариство терапевтів, був членом правлінь багатьох наукових товариств терапевтів і нефрологів, членом редколегій численних медичних часописів.